# اداره (فرنچایز)

میان‌نویس نسخه اصلی بریتانیایی (بالا) و نسخه آمریکایی

اداره (انگلیسی: The Office) یک فرنچایز مستندنما و کمدی موقعیت است که توسط ریکی جرویز و استیون مرچنت در ابتدا در بریتانیا، سپس در آلمان و ایالات متحده آمریکا ساخته شد. این فرنچایز در ۸ کشور دیگر نیز اقتباس شده‌است.
نسخه اصلی بریتانیایی، اداره همچنین ریکی جرویز را به عنوان نقش اصلی و رئیس داشت. دو فصل این مجموعه در بی‌بی‌سی دو پخش شدند و در کل ۱۲ قسمت و ۲ قسمت ویژه در سال ۲۰۰۳ داشت. یک نسخه آلمانی اقتباس شده از آن به نام استرومبرگ که ۴۶ قسمت داشت نیز در ۲۰۰۴ پخش شد.
طولانی‌ترین اقتباس آن نسخه آمریکایی، یعنی اداره بود که از سال ۲۰۰۳ تا ۲۰۱۳ با نه فصل و در کل ۲۰۱ قسمت پخش شد. این مجموعه در کل سراسر جهان میلیون‌ها بازدید داشت. با توجه به رتبه‌بندی نیلسن در آوریل ۲۰۱۹، نسخه آمریکایی اداره بیشترین مجموعه بازدیدشده در نتفلیکس در ایالات متحده آمریکا بود. قسمت‌های طولانی‌تر شده از این مجموعه و خرابکاری‌های پشت‌صحنه در سکوی پیکاک پخش شده‌اند.

## نسخه‌های جهانی
| کشور/منطقه            | نام       | پخش اصلی                             |
| --------------------- | --------- | ------------------------------------ |
| کانادا · ( استان کبک) | شغل       | ۲۰۰۶: ۹ اکتبر ۲۰۰۶ – ۱ ژانویه ۲۰۰۷   |
| شیلی                  | اداره     | ۲۰۰۸: ۶ اوت – ۲۲ نوامبر ۲۰۰۸         |
| جمهوری چک             | Kancl     | ۲۰۱۴: ۱–۱۷ دسامبر ۲۰۱۴               |
| فنلاند                | Konttori  | ۲۰۱۷: ۳ مارس ۲۰۱۷ – ۱۵ فوریه ۲۰۱۹    |
| فرانسه                | اداره     | ۲۰۰۶: ۲۵ مه – ۳۰ ژوئن ۲۰۰۶           |
| آلمان                 | استرومبرگ | ۲۰۰۴: ۱۱ اکتبر ۲۰۰۴ – ۳۱ ژانویه ۲۰۱۲ |
| هند                   | اداره     | ۲۰۱۹: ۲۸ ژوئن – ۱۵ سپتامبر ۲۰۱۹      |
| اسرائیل               | هامسیراد  | ۲۰۱۰: ۱۰ اوت ۲۰۱۰ – ۳ اکتبر ۲۰۱۳     |
| سوئد                  | Kontoret  | ۲۰۱۲: ۱۲ فوریه ۲۰۱۲ – ۱۷ مارس ۲۰۱۳   |
| بریتانیا              | اداره     | ۲۰۰۱: ۹ ژوئیه ۲۰۰۱ – ۲۷ دسامبر ۲۰۰۳  |
| ایالات متحده آمریکا   | اداره     | ۲۰۰۵: ۲۴ مارس ۲۰۰۵ – ۱۶ مه ۲۰۱۳      |